# Municipio de Halden
El municipio de Halden (en inglés: Halden Township) es un municipio ubicado en el condado de St. Louis en el estado estadounidense de Minnesota. En el año 2010 tenía una población de 129 habitantes y una densidad poblacional de 1,39 personas por km².

## Geografía
El municipio de Halden se encuentra ubicado en las coordenadas 46°53′47″N 92°59′43″O / 46.89639, -92.99528. Según la Oficina del Censo de los Estados Unidos, el municipio tiene una superficie total de 92.59 km², de la cual 92,59 km² corresponden a tierra firme y (0 %) 0 km² es agua.

## Demografía
Según el censo de 2010, había 129 personas residiendo en el municipio de Halden. La densidad de población era de 1,39 hab./km². De los 129 habitantes, el municipio de Halden estaba compuesto por el 99,22 % blancos, el 0,78 % eran de otras razas. Del total de la población el 0,78 % eran hispanos o latinos de cualquier raza.